# 齿瓣石斛
齿瓣石斛（学名：Dendrobium devonianum）为兰科石斛属下的一个种。

## 扩展阅读
- 維基物種上的相關：齿瓣石斛